# Beaver (Utah)
Beaver ist ein Ort und Sitz der Countyverwaltung (County Seat) des Beaver County im US-Bundesstaat Utah.

## Geografie
Beaver hat eine Fläche von 11,9 km². Östlich von Beaver liegen die Tushar Mountains, deren größte Erhebungen bis 3660 m hoch sind.

## Geschichte
Beaver wurde 1856 von Mormonen besiedelt.

## Demografie
Das U.S. Census Bureau hat bei der Volkszählung 2020 eine Einwohnerzahl von 3592 ermittelt.

## Söhne und Töchter der Stadt
- Butch Cassidy (1866–1908), Gesetzloser
- Betty Compson (1897–1974), Filmschauspielerin

### Altersstruktur
| Bevölkerung | Jahre   | Anteil  |
| ----------- | ------- | ------- |
| unter       | 18      | 32,90 % |
| von         | 18 – 24 | 9,10 %  |
| von         | 25 – 44 | 23,30 % |
| von         | 45 – 64 | 19,70 % |
| über        | 65      | 15,00 % |

- Das durchschnittliche Familieneinkommen beträgt US $ 37.933
- und das Durchschnittsalter 37 Jahre.